# Formica laeviceps
Formica laeviceps é uma espécie de formiga do gênero Formica, pertencente à subfamília Formicinae.